# Bodajk vasútállomás
Bodajk vasútállomás egy Fejér vármegyei vasútállomás, melyet a MÁV üzemeltet Bodajk városában. Közúti megközelítését a 8204-es útból, annak 10,450-es kilométerszelvényénél kiágazó 82 302-es út biztosítja. Az Országos Kéktúra 9-es és 10-es számú szakaszának határa, egyben bélyegző helye is.

## Vasútvonalak
Az állomást az alábbi vasútvonalak érintik:
- Székesfehérvár–Komárom-vasútvonal
- Bodajk–Balinka-vasútvonal

## Kapcsolódó állomások
A vasútállomáshoz az alábbi állomások vannak a legközelebb:
- Csókakő megállóhely (Komárom vasútállomás, Székesfehérvár–Komárom-vasútvonal)
- Fehérvárcsurgó megállóhely (Székesfehérvár vasútállomás, Székesfehérvár–Komárom-vasútvonal)
- Bodajk felső megállóhely (Balinka vasútállomás, Bodajk–Balinka-vasútvonal)

## Forgalom
| Járat | Útvonal | Gyakoriság |
| ----- | --- | ---------- |
| S150  | Székesfehérvár – Szárazrét – Bodajk – Csókakő – Mór – Bakonysárkány – Kisbér – Nagyigmánd-Bábolna – Szőny-Déli – Komárom | 2 óránként |